# Ceggia
Ceggia (Ceja, [ˈt͡seja] in veneto) è un comune italiano di 6 241 abitanti della città metropolitana di Venezia in Veneto.

## Storia

### Le origini
Il nome "Ceggia" deriva dal latino Cilia maris oppure Cilium maris, che significa in ognuno dei casi "riva del mare". In antichità Ceggia era quindi un villaggio sulle sponde dell'Adriatico. Il nucleo del paese si è formato leggermente più tardi della frazione Gainiga, dove sono stati ritrovati reperti di origine romana che testimoniano la vita in queste terre (infatti qui passava la via Annia, fatta costruire da Tito Annio Lusco nel 153 a.C., che ricalca tuttora via Colonne e via Anarè). Nella località di Gainiga sono stati ritrovati molti oggetti romani (monete, anfore, punti di ristoro) che fanno pensare a come sia stata molto frequentata in passato questa zona periferica rispetto al centro del paese. Sempre a Ceggia sono stati ritrovati il ponte romano, tuttora esposto nel suo luogo originale, una stele funeraria, trovata per caso da un agricoltore in via Noghera mentre dissodava il terreno negli anni ottanta, varie monete romane, alcune anfore, esposte all'incrocio della SS14, ed una pietra marmorea di origine romana, ritrovata in occasione della costruzione della (ormai dismessa) base militare.

### Periodo medievale
Con la fine del periodo romano, a Ceggia si assiste al progressivo deperimento delle opere costruite dai romani, come in tutte le zone limitrofe del resto. Con le invasioni barbariche e longobarde, si assiste al lento sprofondamento delle terre e all'avanzare delle acque marine. Furono i longobardi a dare il nome "Gainiga" al centro vicino a Ceggia: infatti, nel 998, in un placito imperiale, si trova il toponimo Gaieniga, proveniente dal vocabolo Gahagi, significante "bosco, siepe". Anche il toponimo "Rivazancana" è di questo periodo: nel 1024, nel patto di Cittanova, troviamo Rivo cancani, originata dal termine tedesco zanka (terraglia).

### Rinascimento
Nel 1317 Ceggia risulta essere presente nell'inventario delle proprietà della famiglia Da Camino di Oderzo, mentre nel 1389 passò a far parte della Serenissima Repubblica di Venezia. In questi tempi fu costruita una prima cappella a San Vitale. Arrivarono anche molte famiglie nobili veneziane in tale periodo, come i Loredan e gli Zeno, che fecero costruire una villa progettata da Andrea Palladio. Ma nel 1797 le conquiste napoleoniche fecero cadere la Repubblica di Venezia, così Ceggia e il resto del Veneto si ritrovarono a far parte del governo austriaco. Tuttavia è bene dire che con la giurisdizione napoleonica ed austriaca furono introdotte molte novità: venne creato il comune, che comprendeva il centro, Rivazancana, Prà di Levada, Salezzo, Prà d'Arca, Grassaga; furono bonificati molti terreni, recuperate molte strutture romane. Ceggia così entrò a far parte del distretto di San Donà di Piave; il suo consiglio comunale era formato dai maggiori possidenti locali, quindi non era eletto democraticamente.

### Risorgimento
Con il 1866, il Veneto entra a far parte del neonato Regno d'Italia. A Ceggia arrivarono nuovi impulsi economici, come la bonifica di terre,  o la costruzione di strade e ferrovie, che sfociarono in una massiccia espansione demografica. Alcuni dati demografici lo dimostrano: anno 1819: 1 100 abitanti - anno 1828: 1 404 abitanti - anno 1830: 1 388 abitanti (calo causato da epidemia non identificata) - anno 1857: 1 604 abitanti - anno 1914: 2 900 abitanti - anno 1924: 3 400 abitanti - ad oggi (2009) la popolazione ha già superato le 6 000 unità.

### Novecento
Tra il 1885 ed il 1886 fu ultimata e completata la linea ferroviaria Venezia-Mestre-Portogruaro; il 17 giugno 1886 passò il primo treno a carbone e si fermò nella stazione di Ceggia. In centro fiorivano molte attività commerciali, come l'emporio Cristofoletti, il negozio Pasqualini e l'albergo Carnielli. Con la prima guerra mondiale, tutto questo benessere venne cancellato: nella notte tra l'8 e il 9 novembre 1917 Ceggia si ritrovò in mano austriaca. In poco tempo i soldati austriaci modificarono il percorso del fiume Piavon, cambiandolo in "Canale Piavon", fecero scorrere i binari della ferrovia su via Maggiore (l'attuale Via Roma) e crearono numerosi punti di scalo merci, sia fluviali che ferroviari, per motivi strategici. A causa della vicinanza a San Donà di Piave, teatro di feroci battaglie, anche Ceggia ebbe alcuni danni: molte granate caddero nei casolari, una persino nella cupola della chiesa di San Vitale (18 agosto 1918), distruggendone una vasta porzione. Nell'odierno porticato del municipio si accoglievano i militari feriti per un pronto intervento ospedaliero. Con il periodo fascista vennero effettuate molte modifiche al paese: via Maggiore cambiò nome in via Roma, venne costruita la Casa del Popolo, vennero costruite le scuole elementari, anche a Gainiga vennero bonificate e sistemate ulteriori zone rimaste ancora in balìa delle paludi.
Il 22 marzo 1945 sei civili innocenti morirono in un bombardamento aereo che coinvolse una casa colonica.

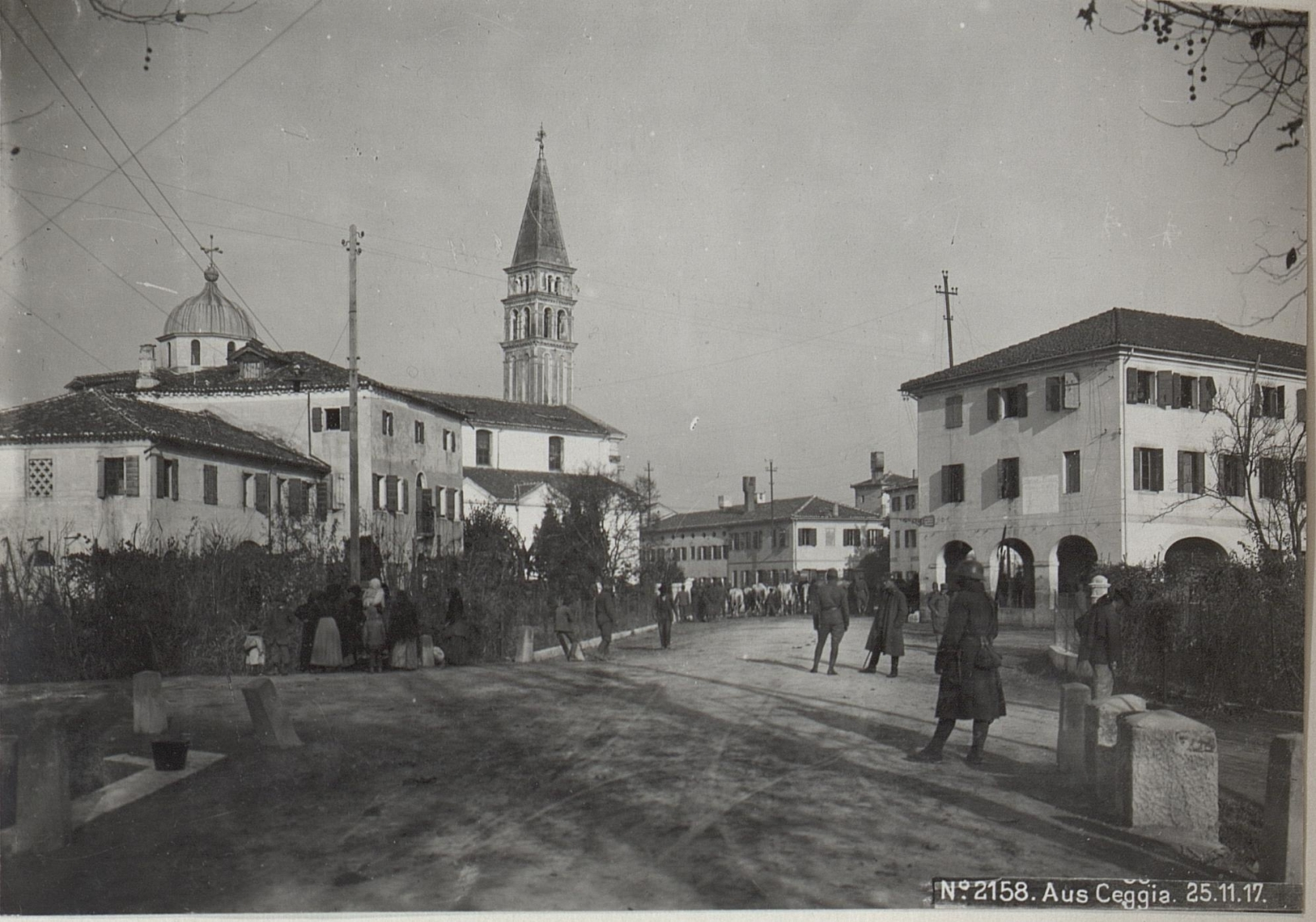
Via Roma nel novembre 1917 durante l'occupazione austriaca
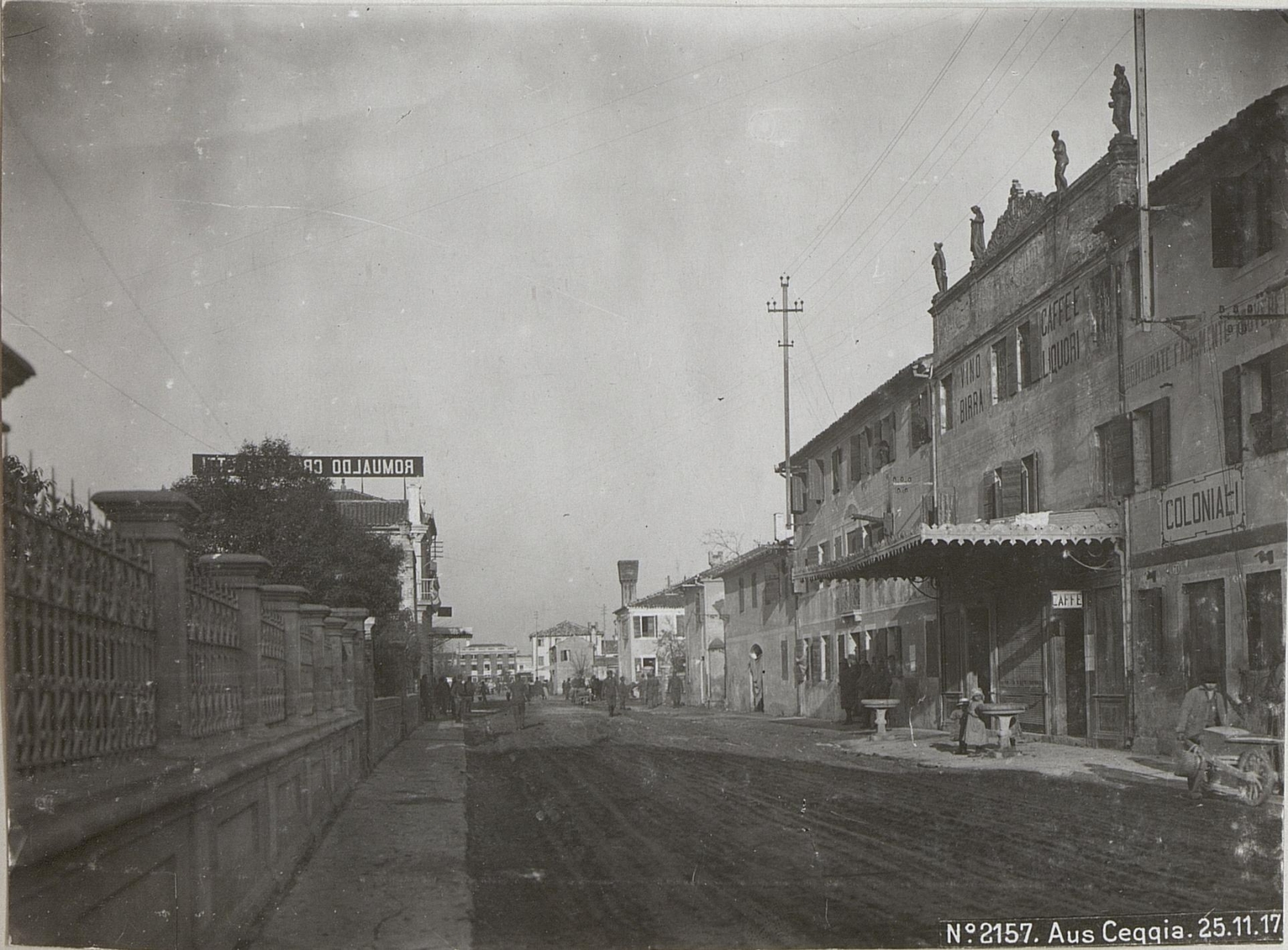
Ceggia novembre 1917
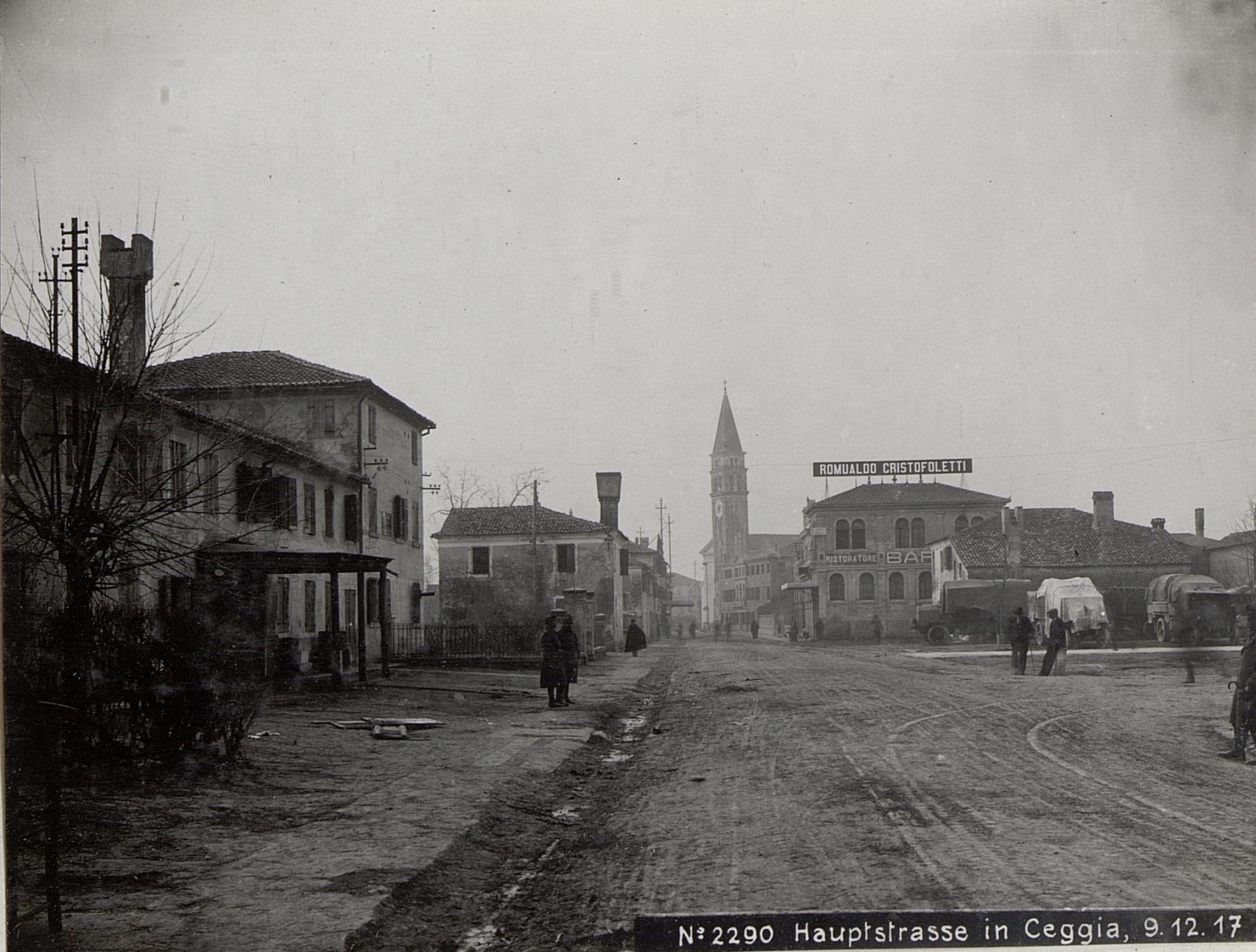
Ceggia dicembre 1917
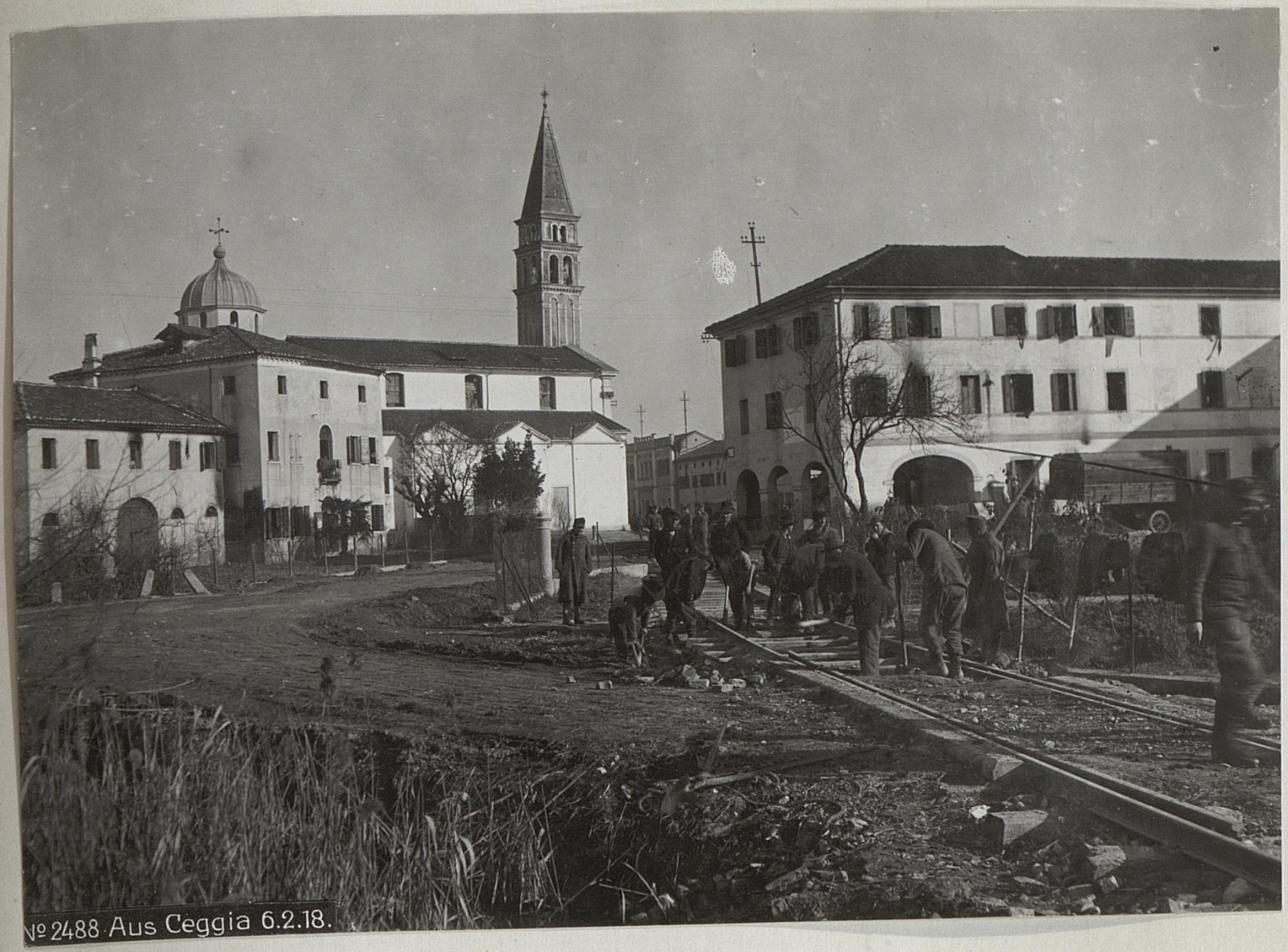
Costruzione del nuovo ramo ferroviario da parte degli austro-ungarici nel febbraio 1918
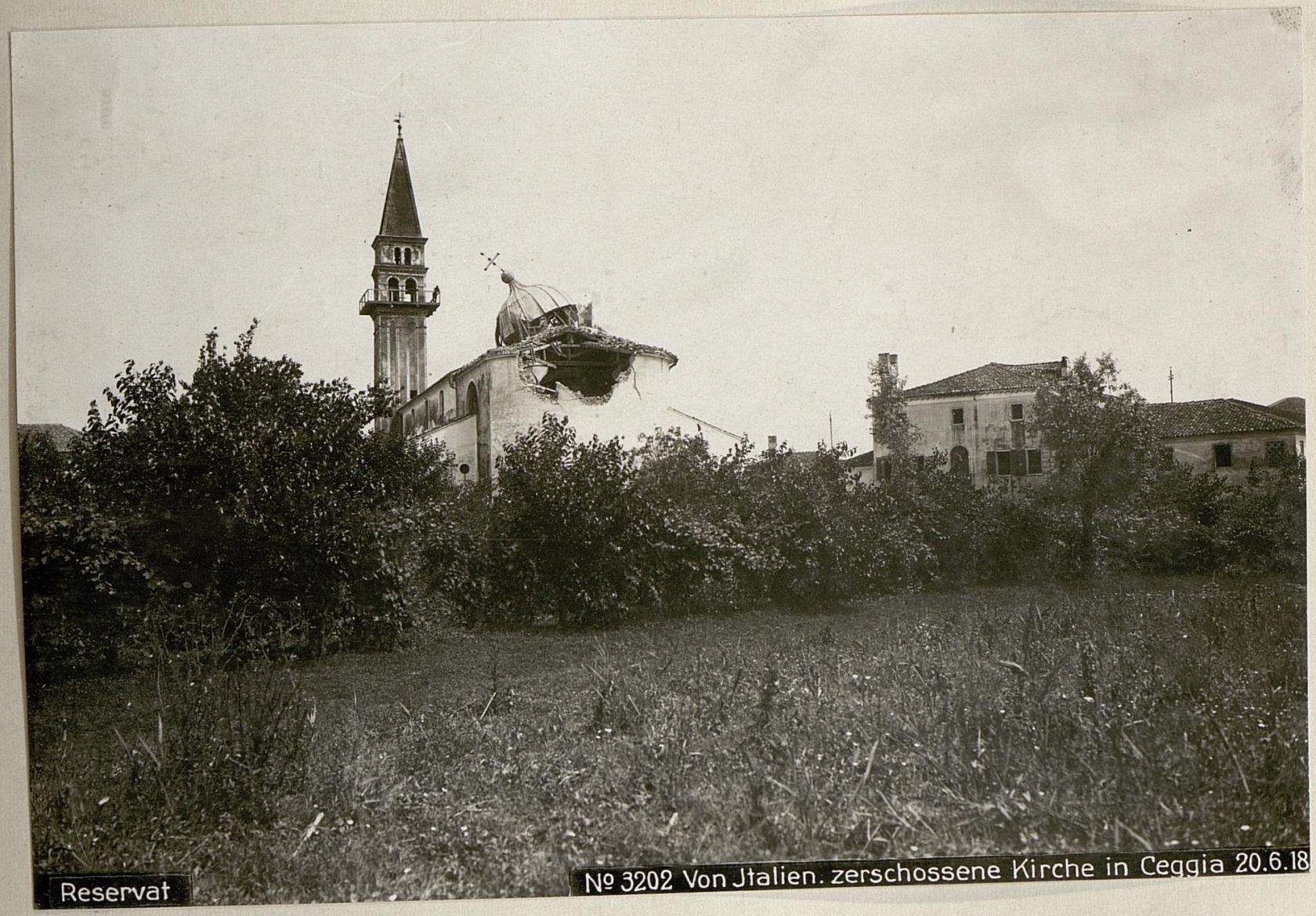
La chiesa di San Vitale bombardata 1918
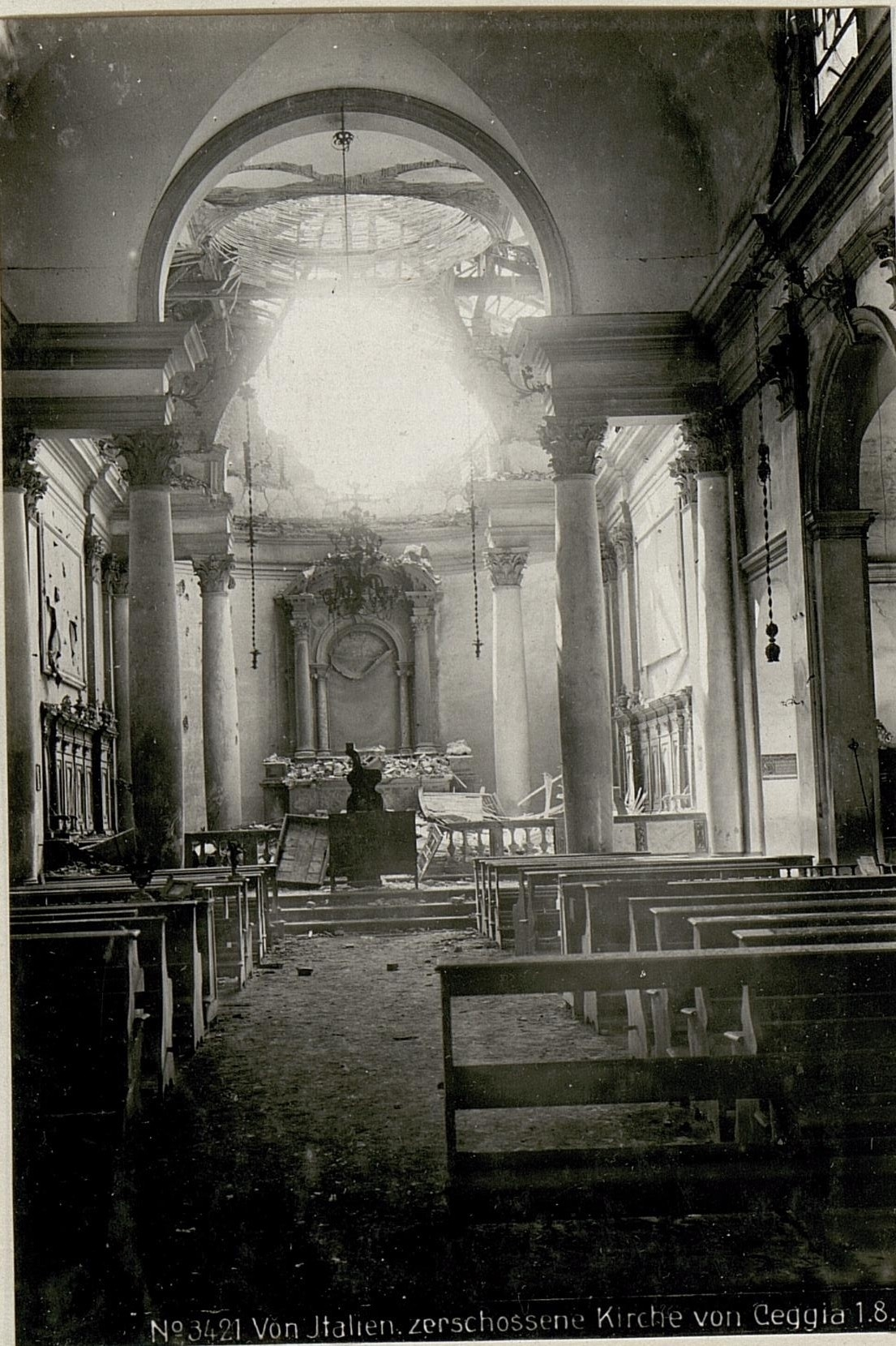
I danni all'interno della chiesa

### Ultimi decenni
Negli ultimi anni si sono intensificati vari aspetti del paese, come il Carnevale (ritenuto il secondo più importante dopo quello di Venezia per quello che riguarda la regione Veneto), si sono affermate varie attività imprenditoriali/industriali (a testimonianza dello sviluppo della zona industriale), è stato chiuso lo zuccherificio, sono state costruite le nuove scuole materne ed elementari, spostate entrambe nella nuova zona di Ceggia, è stato costruito il nuovo stadio Genovese ed è stata rifatta per intero la piazza XIII martiri, a ricordo dell'eccidio fascista di alcuni ciliensi.
Il comune possiede molte piste ciclabili, che lo ha fatto portare nella "top10" a livello nazionale per chilometri pro-capite (basato sul numero degli abitanti).

### Il Carnevale dei Ragazzi
La cittadina è famosa in tutta la regione per dare vita al famoso "Carnevale dei Ragazzi" patrocinato dalla Regione Veneto. Le cinque compagnie di carristi (coloro i quali fabbricano materialmente i carri allegorici) si sfidano lungo il percorso cittadino nell'arco di tre sfilate, di cui una avviene in "notturna" dando vita ad uno spettacolo di luci, suoni e colori che attira ogni anno migliaia di persone. 
Le cinque compagnie sfidanti sono gli "Amici del Carnevale", "Fantasilandia", "Rivazancana", "Le Simpatiche Canaglie" e "Ventenni New Generation". Il lavoro degli artigiani e maestri carristi inizia verso la fine di agosto per terminare pochi giorni prima della sfilata notturna e passando per la presentazione al pubblico dei bozzetti dei carri in concorso che tradizionalmente avviene la domenica successiva l'epifania. Tutto il paese è coinvolto nella preparazione dell'evento che dal 2012 ha visto anche incrementare il numero di eventi legati al carnevale stesso: il programma prevede infatti spettacoli teatrali, tornei sportivi, stand enogastronomici, spettacoli musicali, spettacoli pirotecnici e il coinvolgimento delle scuole in vari progetti legati alla manifestazione che rappresenta ormai un appuntamento immancabile per il territorio.

### Simboli
Lo stemma e il gonfalone del comune di Ceggia sono stati concessi con decreto del presidente della Repubblica del
28 maggio 1962.
Lo stemma comunale raffigura una caravella che naviga lungo la costa, facendo riferimento all'ipotesi che il nome di Ceggia derivi dal latino Cilia maris,  "sponde del mare".
Il gonfalone è un drappo di azzurro.

## Monumenti e luoghi d'interesse

### Architetture religiose

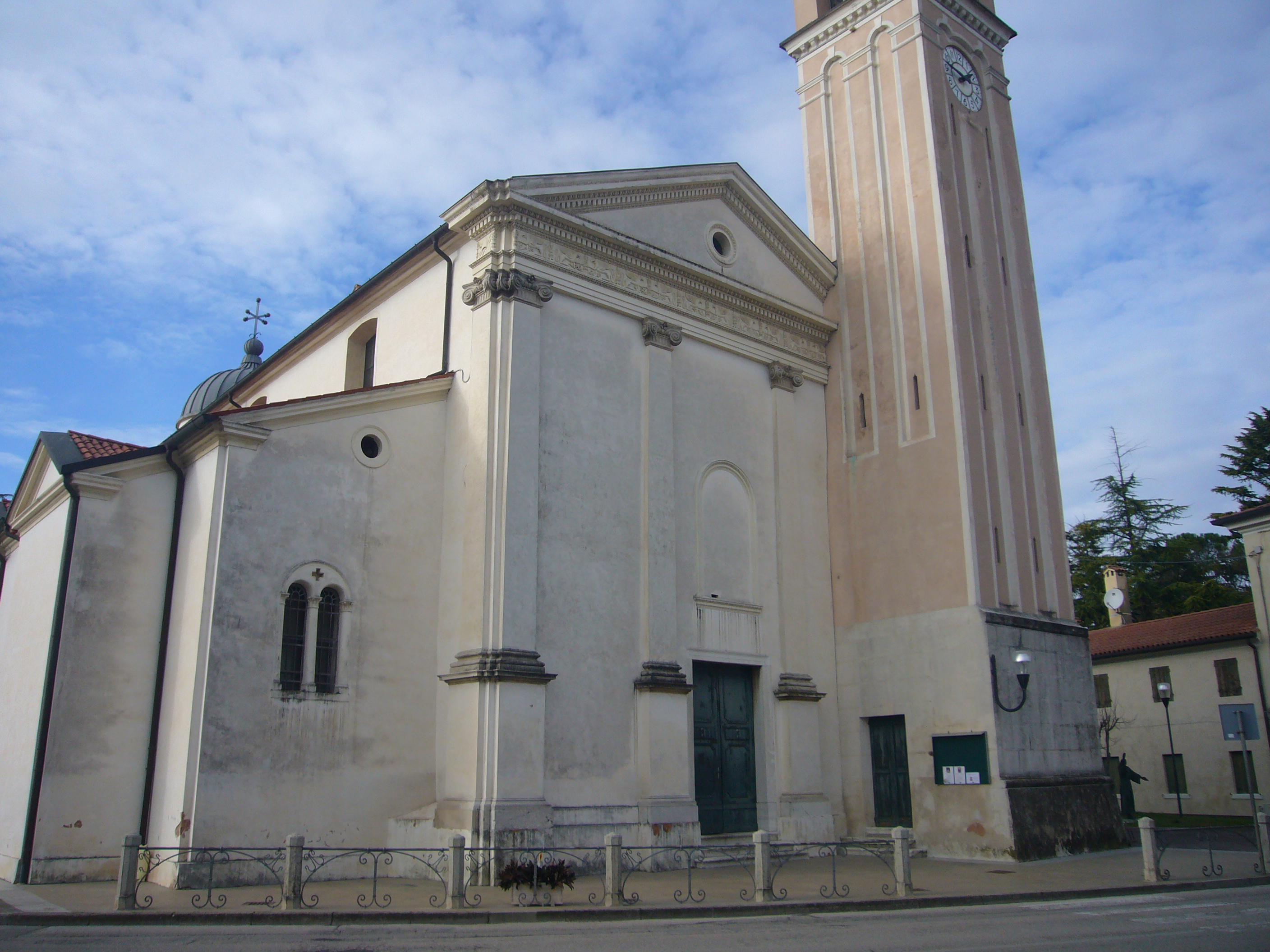
La chiesa di San Vitale

- Chiesa di San Vitale Martire (XVIII secolo) - Il soffitto della navata centrale è decorato da un grande affresco che raffigura il Trionfo di san Vitale, attribuito a Giambattista Canal (1745-1825), nipote di Canaletto. Inoltre, la chiesa conserva al suo interno un dipinto su tela, la Deposizione di Gesù dalla Croce di Paolo de Lorenzi da Soligo (1773-1806).[9]
- Oratorio Bragadin (edificato nel 1795) - Parte del complesso di Villa Bragadin, la cappella fu edificata per volere di Marco Antonio Bragadin (1749-1819), discendente dell'eroe di Famagosta Marcantonio Bragadin (1523-1571), in memoria del padre Piero Alvise nobile veneziano. Sulla facciata una lapide recita: A FUNDAMENTIS REAEDIFICAUIT / MARCUS ANTONIUS BRAGADENO / M.D.CC.LXXXXV (Ricostruito dalle fondamenta / da Marco Antonio Bragadin / 1795).  All'interno dell'edificio è conservato lo spettacolare ciclo di affreschi di Giuseppe Bernardino Bison (1762-1844), riscoperto e identificato nel 1994 da un gruppo di appassionati Ciliensi che individuarono la firma dell'artista nell'episodio raffigurante l'Adorazione dei Magi (GIUSEPE BISON / INVENTOR ET /FECIT). Sul pavimento della navata si trova la lastra tombale del Bragadin di marmo inciso: GIACE / MARCO ANTONIO BRAGADIN /MORTO LI 3 AGOSTO 1819 / VISSE ANNI 70 / ALLA MEMORIA DEL BENEFICO / PIO FRATELLO CONSTANTINO MARIA / POSE QUESTA LAPIDE.
- Oratorio di Prà di Levada (fine del XVII secolo) - L'oratorio venne fatto erigere dalle suore del monastero agostiniano di Santa Maria degli Angeli di Murano nel 1668. La cappella è parte del complesso edilizio di Villa Marcello Loredan.[10] A seguito di un incendio che a maggio del 2009 ha gravemente danneggiato la chiesa privata, la statua lignea della Madonna col Bambino è stata restaurata, riportando alla luce ua sorprendente policromia originale, che mostra l'infante Gesù con dei lineamenti dolci e riccioli biondi.[11]

### Architetture civili
Tra architetture catalogate dall'Istituto Regionale Ville Venete, nel comune di Ceggia sono segnalate:
- Villa Nadalon (XX secolo)
- Casa Canonica (XV secolo)
- Casa Carrer (XVI secolo)
- Villa Bragadin (XVI secolo)
- Villa Carnielli (XVIII secolo)
- Villa Ferrari - Perazza (XVIII secolo)
- Villa Loro di Motta (XIX secolo)
- Villa Marcello Loredan (XVII secolo)
- Villa Pugnalin - Valsecchi (XVIII secolo)
- Villa Ramon (XIX secolo)
- Villa Zanazzo (XVIII secolo)

### Siti archeologici
- Ponte romano. Si trovava lungo il percorso della Via Annia e attraversava il Canalat-Piavon, un corso d'acqua dall'andamento tortuoso rettificato nella prima metà del XIX secolo.[13]

### Altri luoghi d'interesse
- Ex Zuccherificio, esempio di archeologia industriale e testimonianza dello sviluppo economico della zona nel corso del Novecento.

## Società

### Evoluzione demografica
Abitanti censiti

### Etnie e minoranze straniere
Al 31 dicembre 2018 gli stranieri residenti nel comune sono 610, ovvero il 9,98% della popolazione. Di seguito sono riportati i gruppi più consistenti:
1. Albania, 133
2. Romania, 102
3. Marocco, 60
4. Nigeria, 45
5. Ucraina, 43
6. Moldavia, 36
7. Macedonia del Nord, 25

## Infrastrutture e trasporti

### Strade

#### Autostrade
- Ceggia è toccata dall'Autostrada A4 Venezia-Trieste, ed è servita dal casello autostradale di Cessalto.

#### Strade statali
- Ceggia è attraversata dalla Strada statale 14 della Venezia Giulia.

#### Strade regionali e provinciali
- SP58 - Staffolo-Ceggia-Cessalto - Via Roma / Viale Vittoria

### Ferrovie
- Ceggia è servita dall'omonima stazione ferroviaria, posta sulla linea Venezia-Trieste e gestita da Rete Ferroviaria Italiana.

## Amministrazione

### Sindaci dal 1867 al 1946
| Periodo | Periodo | Primo cittadino        | Partito | Carica      | Note   |
| ------- | ------- | ---------------------- | ------- | ----------- | ------ |
| 1867    | 1885    | Paolo Loro             |         | sindaco     |        |
| 1885    | 1918    | Girolamo Loro          |         | sindaco     |        |
| 1918    | 1921    | Angelo Campagna        |         | comm. pref. |        |
| 1921    | 1922    | Giuseppe Pasqualini    |         | sindaco     |        |
| 1922    | 1923    | Francesco Carturan     |         | comm. pref. |        |
| 1923    | 1930    | Romualdo Cristofoletti |         | podestà     |        |
| 1930    | 1935    | Alessandro Bosso       |         | podestà     |        |
| 1935    | 1940    | Italo Bolognesi        |         | podestà     |        |
| 1940    | 1944    | Francesco Piovesana    |         | podestà     |        |
| 1944    | 1944    | Pietro Stievano        |         | podestà     |        |
| 1944    | 1945    | Isidoro Santucci       |         | podestà     |        |
| 1945    | 1946    | Giovanni Botter        |         | sindaco     | [ 16 ] |

### Sindaci dal 1946
| Nominativo                                           | Nominativo                                        | Partito / Coalizione                              | Periodo                                           | Elezione                                          |
| Sindaci eletti dal Consiglio comunale (1946-1995)    | Sindaci eletti dal Consiglio comunale (1946-1995) | Sindaci eletti dal Consiglio comunale (1946-1995) | Sindaci eletti dal Consiglio comunale (1946-1995) | Sindaci eletti dal Consiglio comunale (1946-1995) |
| ---------------------------------------------------- | ------------------------------------------------- | ------------------------------------------------- | ------------------------------------------------- | ------------------------------------------------- |
|                                                      | Giuseppe Turchetto                                | Democrazia Cristiana                              | 1946-1951                                         | 1946                                              |
|                                                      | Giuseppe Fiscal                                   | Democrazia Cristiana                              | 1951-1956                                         | 1951                                              |
|                                                      | Pietro Pavan                                      | Democrazia Cristiana                              | 1956-1970                                         | 1956                                              |
| 1960                                                 | Pietro Pavan                                      | Democrazia Cristiana                              | 1956-1970                                         |                                                   |
| 1964                                                 | Pietro Pavan                                      | Democrazia Cristiana                              | 1956-1970                                         |                                                   |
|                                                      | Lino Lucchese                                     | Democrazia Cristiana                              | 1970-1972                                         | 1970                                              |
|                                                      | Luigi Zanon                                       | Democrazia Cristiana                              | 1972-1975                                         | (1970)                                            |
|                                                      | Pier Giorgio Guiotto                              | Democrazia Cristiana                              | 1975-1985                                         | 1975                                              |
| 1980                                                 | Pier Giorgio Guiotto                              | Democrazia Cristiana                              | 1975-1985                                         |                                                   |
|                                                      | Erminio Zottino                                   | Partito Socialista Italiano                       | 1985-1990                                         | 1985                                              |
|                                                      | Rodolfo Giuliano Viola                            | Democrazia Cristiana                              | 1990-1995                                         | 1990                                              |
| Sindaci eletti direttamente dai cittadini (dal 1995) |                                                   |                                                   |                                                   |                                                   |
|                                                      | Rodolfo Giuliano Viola                            | Centro-sinistra                                   | 1995-2004                                         | 1995                                              |
| 1999                                                 | Rodolfo Giuliano Viola                            | Centro-sinistra                                   | 1995-2004                                         |                                                   |
|                                                      | Massimo Beraldo                                   | Centro-sinistra                                   | 2004-2014                                         | 2004                                              |
| 2009                                                 | Massimo Beraldo                                   | Centro-sinistra                                   | 2004-2014                                         |                                                   |
|                                                      | Mirko Marin                                       | L.c. Impegno e Partecipazione                     | 2014-in carica                                    | 2014                                              |
| 2019                                                 | Mirko Marin                                       | L.c. Impegno e Partecipazione                     | 2014-in carica                                    |                                                   |
| 2024                                                 | Mirko Marin                                       | L.c. Impegno e Partecipazione                     | 2014-in carica                                    |                                                   |

## Sport

### Calcio
La principale squadra di calcio della città è Libertas Ceggia 1910 F.C.D. che milita nel girone H di Prima Categoria. È nato nel 1910.
L'altra squadra di calcio della città è l'A.S.D. Gainiga Calcio che milita nel girone O di Seconda Categoria. È nata nel 1994.